# Жашква
Жашква (груз. ჟაშქვა) — село в Грузии, на территории Онского муниципалитета края (мхаре) Рача-Лечхуми и Нижняя Сванетия.

## География
Село находится в северной части Грузии, на северном склоне Рачинского хребта, на левом берегу реки Чалисцкали (левый приток Джоджоры), на расстоянии приблизительно 3 километров (по прямой) к юго-востоку от города Они, административного центра муниципалитета. Абсолютная высота — 1199 метров над уровнем моря.

## Население
По результатам официальной переписи населения 2014 года, в Жашкве проживало 34 человека (16 мужчин и 18 женщин). В национальной структуре населения грузины составляли 97,1 %, осетины — 2,9 %.
| Год  | Население, человек |
| ---- | ------------------ |
| 2002 | 56                 |
| 2014 | ↘ 34               |